# Zofia Młodawska
Zofia Młodawska z domu Socha (ur. 3 grudnia 1924, zm. 11 kwietnia 2012) – polska pielęgniarka, Sprawiedliwa wśród Narodów Świata. 

## Życiorys
Mieszkając w Lublinie, Zofia Młodawska utrzymywała się z opieki nad dziećmi ginekologa Leopolda Linda – Kamą i Robertem. Gdy w marcu 1941 r. małżeństwo Lindów zostało przetransportowane do getta na Majdanie Tatarskim, ich dzieci zostały pod opieką Zofii. Dzięki jej pomocy Lindowie wyrobili dla siebie fałszywe Kenkarty na nazwisko Zakrzewscy. Razem z Zofią uciekli z Lublina i wprowadzili się do Warszawy. W okupowanej stolicy Młodawska dalej zajmowała się dziećmi i podejmowała się pracy sprzątaczki. Gdy w 1944 r. panią Lind zaaresztowało Gestapo, a jej mąż zaszył się w kryjówce w Warszawie, Zofia została z ich dziećmi sama bez środków na życie. Opiekowała się nimi samodzielnie przez trzy tygodnie. Zofia wraz z rodziną, której towarzyszyła, została zmuszona do opuszczenia Wawra po wybuchu powstania warszawskiego. Ewakuowała się wraz z Lindami do Rabki. Na miejscu razem z Lindową znalazła zatrudnienie w kuchni niemieckiej firmy budowlanej. Tu doczekała wyzwolenia. Rodzina Lindów wyemigrowała do Izraela w 1950 r. Utrzymywali kontakt listowny w Zofią i wysyłali jej świąteczne paczki. Po wojnie Zofia pracowała jako pielęgniarka.  
20 listopada 1980 r. Zofia Młodawska otrzymała od Jad Waszem medal Sprawiedliwej wśród Narodów Świata. 17 listopada 2008 r. została uhonorowana Krzyżem Komandorskim Orderu Odrodzenia Polski. 